# یوسف وربراوک
یوسف وربراوک (انگلیسی: Joseph Werbrouck; ۱۰ ژانویهٔ ۱۸۸۲ – ۳ ژوئن ۱۹۷۴) دوچرخه‌سوار اهل بلژیک بود.